# Ctenus taperae
Ctenus taperae este o specie de păianjeni din genul Ctenus, familia Ctenidae, descrisă de Mello-leitao, 1936. Conform Catalogue of Life specia Ctenus taperae nu are subspecii cunoscute.